# 埃泰勒
埃泰勒（法語：Étel，法語發音：[etɛl]）是法国莫尔比昂省的一个市镇，位于该省西南部，埃泰勒河口东侧，属于洛里昂区。

## 地理
埃泰勒（47°39'28"N, 3°12'3"W）面积1.74 平方千米，位于法国布列塔尼大區莫尔比昂省，该省份为法国西北部沿海省份，位于布列塔尼半岛南部，北起阿摩尔滨海省、西接菲尼斯泰尔省，南濒大西洋，东南接大西洋卢瓦尔省，东临伊勒-维莱讷省。
与埃泰勒接壤的市镇（或旧市镇、城区）包括：贝尔兹、埃尔德旺、普卢伊内克。

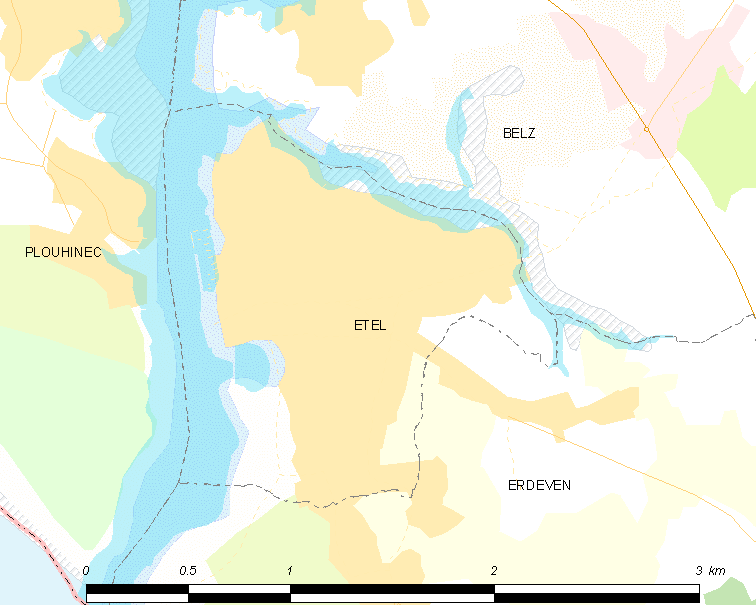
埃泰勒的OSM定位图

埃泰勒的时区为UTC+01:00、UTC+02:00（夏令时）。

## 行政
埃泰勒的邮政编码为56410，INSEE市镇编码为56055。

## 政治
埃泰勒所属的省级选区为基伯龙县。

## 人口

1962-2008年间埃泰勒人口变化图示

埃泰勒于2022年1月1日时的人口数量为2058人。